# 東洋大学大学院社会学研究科・社会学部
東洋大学社会学部（とうようだいがくしゃかいがくぶ）は、東洋大学が設置する社会学部。東洋大学大学院社会学研究科（とうようだいがくだいがくいんしゃかいがくけんきゅうか）は、社会学を教育・研究する立教大学の大学院社会学研究科。キャンパスは東洋大学白山キャンパス。

## 概略
東洋大学社会学部は社会学科、国際社会学科、社会心理学科、メディアコミュニケーション学科の4学科からなる。2022年度までは、社会福祉学科を含む5学科体制となり国内の社会学部で最大規模の学科数であった。

## 沿革
- 1959年 - 文学部から独立し、社会学部（社会学科（1部、2部）、応用社会学科、大学院社会学研究科）を開設。
- 1966年 - 大学院社会学研究科に社会福祉専攻修士課程を設置。
- 1978年 - 大学院社会学研究科に社会福祉専攻博士後期課程を設置。
- 1986年 - 1･2年生の講義を朝霞キャンパスで開始。
- 2000年 - 応用社会学科を改組し、社会文化システム学科・社会福祉学科・社会心理学科・メディアコミュニケーション学科を設置。
- 2004年 - 大学院社会学研究科に社会心理学専攻を開設。
- 2005年 - 朝霞キャンパスの1・2年生を白山キャンパスへ統合し、白山キャンパスでの４年間一貫教育を開始。
- 2009年 - 大学院社会心理専攻に博士後期課程を設置。
- 2021年 - 社会文化システム学科を国際社会学科へ改組。2部社会福祉学科の募集停止。
- 2023年 - 社会福祉学科を福祉社会デザイン学部社会福祉学科へ改組設置[1]。

## 学部・学科
- 社会学部
  - 社会学科
  - 国際社会学科
  - 社会心理学科
  - メディアコミュニケーション学科
  - 第2部社会学科（夜間）

- 過去に存在した学科
  - 応用社会学科
  - 社会文化システム学科
  - 社会福祉学科
  - 第2部社会福祉学科（夜間）

## 大学院
- 社会学研究科（博士前期課程・博士後期課程）
  - 社会学専攻
  - 社会心理学専攻

## 主な教職員
- 桐生正幸（社会学部長、社会心理学科教授）